# Lijst van rijksmonumenten in Brunssum
De plaats Brunssum telt 31 inschrijvingen in het rijksmonumentenregister. Hieronder een overzicht.
| Object                                                                             | Oorspronkelijke functie?  | Bouwjaar                                           | Architect                      | Locatie                   | Coördinaten?                  | Nr.?   | Afbeelding                                                                        |
| ---------------------------------------------------------------------------------- | ------------------------- | -------------------------------------------------- | ------------------------------ | ------------------------- | ----------------------------- | ------ | --------------------------------------------------------------------------------- |
| Hoeve aan gesloten binnenplaats, van baksteen                                      | Boerderij                 |                                                    |                                | Dorpstraat 10             | 50° 56' 42" NB, 5° 57' 51" OL | 11253  | Hoeve aan gesloten binnenplaats, van baksteen                                     |
| 't Gasthuis                                                                        | Gezondheidszorg           | 1781                                               |                                | Grachtstraat 9            | 50° 57' 7" NB, 5° 58' 30" OL  | 11254  | 't Gasthuis                                                                       |
| Doopvont en orgel in de R.K. Kerk                                                  | Vanwege onderdelen kerk   | 1672 (doopvont) vermoedelijk ca. 1700 (orgel)      |                                | Kerkstraat bij 125        | 50° 56' 59" NB, 5° 58' 16" OL | 11255  | Meer afbeeldingen                                                                 |
| Kasteel Gen Hoes: bijgebouwen                                                      | Kasteel, buitenplaats     | 17e eeuw *kern)                                    |                                | Hoogenboschweg 27         | 50° 57' 24" NB, 5° 58' 38" OL | 11258  | Meer afbeeldingen                                                                 |
| Eenvoudig doch gaaf vakwerkhuis                                                    | Werk-woonhuis             | eerste helft 19e eeuw                              |                                | Bouwbergstraat 78         | 50° 57' 20" NB, 5° 59' 18" OL | 11259  | Eenvoudig doch gaaf vakwerkhuis                                                   |
| Onderste Hof, ook wel Vossenhof, gebouwd van baksteen om een gesloten binnenplaats | Boerderij                 | 167x/1686 (ankers)                                 |                                | Groeneweg 10              | 50° 57' 27" NB, 5° 57' 39" OL | 18271  | Meer afbeeldingen                                                                 |
| Tezamen met Dorpstraat 10 agrarisch complex in baksteen                            | Boerderij                 | 1704                                               |                                | Dorpstraat 12             | 50° 56' 43" NB, 5° 57' 51" OL | 355306 | Meer afbeeldingen                                                                 |
| Bovenste Hof                                                                       | Boerderij                 | 18e eeuw                                           |                                | Akkerweg 5                | 50° 57' 32" NB, 5° 56' 17" OL | 40450  | Meer afbeeldingen                                                                 |
| Hoeve van baksteen om gesloten binnenplaats                                        | Boerderij                 | eerste helft 19e eeuw 17e eeuw (fragment vakwerk)  |                                | Merkelbeekerstraat 89     | 50° 57' 21" NB, 5° 57' 34" OL | 42086  | Hoeve van baksteen om gesloten binnenplaats                                       |
| Sint-Clemenskerk                                                                   | Kerk en kerkonderdeel     | 11e eeuw (schip) 1669-1722 (koor) 1746 (westtoren) |                                | Groeneweg 6               | 50° 57' 24" NB, 5° 57' 35" OL | 42088  | Meer afbeeldingen                                                                 |
| Vier ingenieurswoningen onder één kap in traditionele stijl                        | Dienstwoning              | 1941                                               | Jos. Wielders                  | Wieenweg 36               | 50° 56' 3" NB, 5° 58' 0" OL   | 518584 | Vier ingenieurswoningen onder één kap in traditionele stijl                       |
| Twee ingenieurswoningen onder één kap in traditionele stijl                        | Dienstwoning              | 1941                                               | Jos. Wielders                  | Wieenweg 44               | 50° 56' 3" NB, 5° 57' 58" OL  | 518585 | Twee ingenieurswoningen onder één kap in traditionele stijl                       |
| Twee ingenieurswoningen onder één kap in traditionele stijl                        | Dienstwoning              | 1941                                               | Jos. Wielders                  | Wieenweg 48               | 50° 56' 3" NB, 5° 57' 57" OL  | 518586 | Twee ingenieurswoningen onder één kap in traditionele stijl                       |
| Twee ingenieurswoningen onder één kap in traditionele stijl                        | Dienstwoning              | 1941                                               | Jos. Wielders                  | Wieenweg 52               | 50° 56' 3" NB, 5° 57' 55" OL  | 518587 | Twee ingenieurswoningen onder één kap in traditionele stijl                       |
| Twee ingenieurswoningen onder één kap in traditionele stijl                        | Dienstwoning              | 1941                                               | Jos. Wielders                  | Wieenweg 56               | 50° 56' 3" NB, 5° 57' 54" OL  | 518588 | Twee ingenieurswoningen onder één kap in traditionele stijl                       |
| Vier ingenieurswoningen onder één kap in traditionele stijl                        | Dienstwoning              | 1941                                               | Jos. Wielders                  | Wieenweg 60               | 50° 56' 3" NB, 5° 57' 52" OL  | 518589 | Vier ingenieurswoningen onder één kap in traditionele stijl                       |
| Kerkhofmuur Oude Parochiekerk (Sint-Clemenskerk)                                   | Begraafplaats en -onderdl | 1890-1900                                          |                                | Groeneweg bij 6           | 50° 57' 25" NB, 5° 57' 34" OL | 518591 | Kerkhofmuur Oude Parochiekerk (Sint-Clemenskerk)                                  |
| Grafmonument De Negri                                                              | Begraafplaats en -onderdl | 1857                                               |                                | Groeneweg bij 6           | 50° 57' 25" NB, 5° 57' 34" OL | 518592 | Grafmonument De Negri                                                             |
| Lourdesgrot                                                                        | Klooster, kloosteronderdl | 1850-1900                                          |                                | Groeneweg bij 6           | 50° 57' 24" NB, 5° 57' 35" OL | 518593 | Meer afbeeldingen                                                                 |
| Hulppostkantoor met winkel en bovenwoning, dubbele opzichterswoning                | Werk-woonhuis             | 1912-1913                                          | J.H.W. Leliman                 | Akerstraat 2              | 50° 56' 11" NB, 5° 58' 20" OL | 518595 | Hulppostkantoor met winkel en bovenwoning, dubbele opzichterswoning               |
| Dubbele opzichterswoning in een door de 19de-eeuwse bouwtraditie beïnvloede stijl  | Dienstwoning              | 1912                                               | J.H.W. Leliman                 | Akerstraat 8              | 50° 56' 10" NB, 5° 58' 21" OL | 518596 | Dubbele opzichterswoning in een door de 19de-eeuwse bouwtraditie beïnvloede stijl |
| Voormalige ingenieurswoning van de staatsmijnen                                    | Dienstwoning              | 1912                                               | J.H.W. Leliman                 | Akerstraat 12             | 50° 56' 9" NB, 5° 58' 21" OL  | 518597 | Meer afbeeldingen                                                                 |
| Dubbele opzichterswoning                                                           | Dienstwoning              | 1912                                               | J.H.W. Leliman                 | Akerstraat 5              | 50° 56' 11" NB, 5° 58' 22" OL | 518598 | Dubbele opzichterswoning                                                          |
| Dubbel woonhuis in functionalistische stijl                                        | Woonhuis                  | 1929                                               | J. Drummen                     | Kruisbergstraat 29        | 50° 56' 28" NB, 5° 58' 0" OL  | 518599 | Meer afbeeldingen                                                                 |
| Raadhuis                                                                           | Bestuursgebouw en onderdl | 1919                                               | J. Bemelmans + J. Heijnen      | Lindeplein 2B             | 50° 56' 38" NB, 5° 58' 12" OL | 518600 | Meer afbeeldingen                                                                 |
| Beambtencasino Treebeek                                                            | Vergadering en vereniging | 1921                                               | Bouwbureau van de Staatsmijnen | Uranusstraat 17           | 50° 56' 6" NB, 5° 56' 47" OL  | 518601 | Beambtencasino Treebeek                                                           |
| Vier hoofdopzichterswoningen onder één kap                                         | Dienstwoning              | 1915                                               | J.H.W. Leliman                 | Bodemplein 36             | 50° 56' 14" NB, 5° 58' 17" OL | 518602 | Vier hoofdopzichterswoningen onder één kap                                        |
| Past. en Kerk St.Vincentius à Paulo                                                | Kerk en kerkonderdeel     | 1923-1924                                          | F.P.J. Peutz                   | Prins Hendriklaan 378     | 50° 56' 26" NB, 5° 58' 36" OL | 518603 | Meer afbeeldingen                                                                 |
| Vrijstaande villa                                                                  | Woonhuis                  | 1935                                               | L. Willems                     | Lindestraat 136           | 50° 56' 39" NB, 5° 58' 5" OL  | 518604 | Vrijstaande villa                                                                 |
| Vml. consultatiebureau Groene Kruis                                                | Gezondheidszorg           | 1934                                               |                                | Kloosterstraat 17         | 50° 56' 57" NB, 5° 58' 8" OL  | 518605 | Vml. consultatiebureau Groene Kruis                                               |
| Landweer De Landgraaf                                                              | verdediging               |                                                    |                                | Boebegraaf; Schutterspark | 50° 56' 52" NB, 5° 59' 10" OL | 532285 | Upload foto                                                                       |

Beek ·
Beekdaelen ·
Beesel ·
Bergen ·
Brunssum ·
Echt-Susteren ·
Eijsden-Margraten ·
Gennep ·
Gulpen-Wittem ·
Heerlen ·
Horst aan de Maas ·
Kerkrade ·
Landgraaf ·
Leudal ·
Maasgouw ·
Maastricht ·
Meerssen ·
Mook en Middelaar ·
Nederweert ·
Peel en Maas ·
Roerdalen ·
Roermond ·
Simpelveld ·
Sittard-Geleen ·
Stein ·
Vaals ·
Valkenburg aan de Geul ·
Venlo ·
Venray ·
Voerendaal ·
Weert